# Parque nacional de Chatkal
El parque nacional de Chatkal se encuentra en la provincia de Taskent, en Uzbekistán. Comprende alrededor de 570 km² de estepas de montaña, bosques de montaña, prados alpinos, valles y bosques de llanura inundables. Una reserva natural del estado se estableció aquí en 1947, y fue designado como Reserva de la Biosfera de la UNESCO en 1978.